# Мартинес, Рубен
Рубе́н Ива́н Марти́нес Андра́де (исп. Rubén Iván Martínez Andrade; род. 22 июня 1984, Користанко, Галисия) — испанский футболист, вратарь. Чемпион Испании в составе «Барселоны».

## Клубная карьера
Рубен родился в Користанко, Галисия. В 1997 году он перебрался в молодежную команду «Барселоны» и через пять лет стал резервным голкипером основной команды. Как только Рюштю Речбер отправился в аренду в сезоне 2004/05, Рубен стал третьим вратарем «Барселоны» за спиной Виктора Вальдеса и Альберта Хоркеры.
18 декабря 2004 года Рубен вышел в поле вместо Хави после удаления Вальдеса в закончившемся вничью 1-1 матче против «Валенсии» и отыграл в основе следующий матч 2-1 против «Леванте». Однако после возвращения Вальдеса в ворота Рубен вернулся в резерв и ещё три года играл за «Барселону-В» и находился в аренде в скромном «Расинг Ферроль», где не сыграл ни одного матча. В конце концов Рубен как свободный агент присоединился к клубу Сегунды «Картахена», за который отыграл более чем 80 официальных матчей за первые два сезона.
25 августа 2010 года Рубен был продан в «Малагу» за 1,35 млн €. 23 сентября он сыграл дебютный матч за клуб, сохранив ворота в неприкосновенности в матче 2-0 против «Хетафе». Однако в конце декабря Рубен сломал правое запястье на тренировке и надолго выбыл из строя, что вынудило «Малагу» подписать ещё одного вратаря в зимнее трансферное окно.
После нескольких неудачных матчей после восстановления, а также в связи с изменениями в администрации клуба, Рубен потерял место в основе: его место занял «Вильфредо Кабальеро», а Рубен стал лишь третьим вратарем после подписания Карлоса Камени в январе 2012 года. В итоге на сезон 2012/13 он был отдан в аренду в «Райо Вальекано».
23 июля 2013 Рубен вернулся в «Райо Вальекано» на постоянной основе, подписав договор на один год. 28 мая следующего года он перебрался в «Альмерию» по однолетнему контракту.
2 июня 2015 года, после вылета «Альмерии» из испанской Примеры, Рубен заключил контракт с «Леванте» на три года.

## Достижения
«Барселона»
- Чемпион Испании: 2004/05; «Андерлехт»
- Чемпион Бельгии: 2017.

Испания (до 23)
- Средиземноморские игры: 2005

Испания (до 20)
- Финалист Молодёжного чемпионата мира: 2003